# Giorgio Altare
Giorgio Altare (Bergamo, 9 agosto 1998) è un calciatore italiano, difensore della Sampdoria, in prestito dal Venezia.

## Biografia
Cresce in provincia di Bergamo, in Valle Imagna, dove dà i primi calci al pallone presso la polisportiva locale. La madre è bergamasca, mentre il padre è piemontese.
Prima di intraprendere la carriera da calciatore professionista ha conseguito il diploma di istituto alberghiero e ha lavorato come stagista in pasticceria.

## Caratteristiche tecniche
Difensore centrale puro, con propensione all'inserimento in area avversaria per colpire di testa, le sue principali doti sono la fisicità, l'irruenza, il senso della posizione e l'ottimo tempismo negli interventi.

## Carriera

### Dalle giovanili del Milan ai primi prestiti
Cresce nel settore giovanile del Milan, giocando assieme, tra gli altri, a Patrick Cutrone e Tommaso Pobega. Nel gennaio del 2016 viene mandato in prestito per la prima esperienza tra i grandi alla Virtus Bergamo di Armando Madonna in Serie D, marca 8 presenze e contribuisce alla salvezza della formazione seriana. L'anno successivo ritorna nella formazione Primavera dei rossoneri con la quale disputa anche il suo primo Torneo di Viareggio, conclusosi agli ottavi di finale, e viene portato in panchina in Serie A da Vincenzo Montella nell'ultima partita del campionato di serie A 2016-2017; al termine della stagione viene ceduto al settore giovanile del Genoa. Con il Grifone disputa un Campionato Primavera da titolare al centro della difesa, scendendo in campo 24 volte e mettendo a segno 2 reti.
Nell'estate 2018 viene mandato in prestito per il suo primo campionato da professionista al Feralpisalò, in Serie C. Esordisce nella Coppa Italia e disputa da titolare gli incontri con Virtus Francavilla e Lecce, ma a settembre in allenamento si procura la rottura del legamento crociato anteriore del ginocchio destro ed è costretto a saltare quasi tutta la stagione. La squadra viaggia comunque ai piani alti della classifica e lui riesce a tornare in campo per l'ultima di campionato, subentrando per gli ultimi 18 minuti nel match contro il Pordenone, per poi collezionare altre 4 presenze nei due turni di play-off promozione.

### Le esperienze in Sardegna a Olbia e Cagliari
La stagione successiva rimane coi gardesani, tuttavia non rientra più a far parte del progetto e scende in campo una sola volta, contro il Fano, motivo per cui nel gennaio 2020 si trasferisce all'Olbia, sempre in terza serie e ancora in prestito dal Genoa. Con i bianchi è fin da subito titolare e va a segno contro l'Alessandria alla seconda presenza, ma dopo sole sei partite il campionato viene interrotto nel marzo 2020, a causa delle restrizioni legate alla pandemia di COVID-19. La compagine sarda si ritrova comunque a giugno a dover disputare i play-out e ottengono la salvezza nella doppia sfida contro la Giana Erminio. Nella stagione successiva viene prolungato il prestito e disputa una stagione ancora da titolare, collezionando 37 presenze e contribuendo con un gol alla salvezza tranquilla dei galluresi, sfiorando anche l'accesso ai play-off promozione.
Terminata l'esperienza con l'Olbia, rimane comunque in Sardegna, venendo acquistato dal Cagliari nell'estate 2021 a titolo definitivo. Con i rossoblù esordisce in Coppa Italia, subentrando nell'ultimo minuto della vittoria casalinga per 3-1 contro il Pisa, ed il 1º ottobre 2021 esordisce in Serie A, subentrando negli ultimi tre minuti nel pareggio interno con il Venezia (1-1): un esordio non irreprensibile, in cui è risultato tra i responsabili nel pareggio segnato in extremis dai lagunari. A dicembre gioca da titolare il turno successivo di coppa contro il Cittadella, ma di fatto in campionato è ultimo nelle gerarchie dei difensori centrali. Destinato a partire nuovamente in prestito nella sessione invernale di calciomercato, trova a sorpresa spazio nel mese di gennaio per le assenze dovute sia alle positività al COVID-19 di alcuni compagni di reparto, sia ai problemi extra-calcistici dei difensori uruguaiani Diego Godín e Martin Caceres. Gioca infatti da titolare nella vittoria esterna contro la Sampdoria, venendo riproposto dal primo minuto pure nelle sfide successive; le ottime prestazioni convincono l'allenatore Walter Mazzarri, che decide di mantenerlo in rosa. Il 23 marzo 2022 rinnova il proprio contratto con gli isolani sino al 2026.. L'8 maggio 2022 segna anche la sua prima rete in Serie A, di testa, sugli sviluppi di un calcio d'angolo, cogliendo il pareggio al nono minuto di recupero nella delicata trasferta in casa della Salernitana. La stagione, termina comunque con la retrocessione dei sardi in Serie B. 
Il 5 agosto 2022 segna dopo 2 minuti in Coppa Italia contro il Perugia il primo gol stagionale della sua squadra. Il 27 gennaio 2023 segna la sua prima rete in serie B nel successo interno sulla SPAL per 2-1. A fine stagione riconquista la serie A dopo la vittoria nella finale playoff sul Bari.

### Venezia e prestito alla Sampdoria
Il 24 agosto 2023 si trasferisce al Venezia in prestito con obbligo di riscatto al verificarsi di determinate condizioni sportive.Il 30 settembre segna il primo gol con i lagunari nel successo in casa del Modena per 3-1.
In seguito alla promozione in A, conseguita grazie alla vittoria dei play-off di Serie B il 2 giugno 2024, scatta per il Venezia l'obbligo di riscatto del cartellino del difensore, che viene dunque acquisito a titolo definitivo.
Il 27 gennaio 2025 fa ritorno in cadetteria venendo ceduto in prestito con obbligo di riscatto condizionato per un anno e mezzo alla Sampdoria.

## Statistiche

### Presenze e reti nei club
Statistiche aggiornate al 13 maggio 2025.
| Stagione           | Squadra            | Campionato         | Campionato | Campionato | Coppe nazionali | Coppe nazionali | Coppe nazionali | Coppe continentali | Coppe continentali | Coppe continentali | Altre coppe | Altre coppe | Altre coppe | Totale | Totale |
| Stagione           | Squadra            | Comp               | Pres       | Reti       | Comp            | Pres            | Reti            | Comp               | Pres               | Reti               | Comp        | Pres        | Reti        | Pres   | Reti   |
| ------------------ | ------------------ | ------------------ | ---------- | ---------- | --------------- | --------------- | --------------- | ------------------ | ------------------ | ------------------ | ----------- | ----------- | ----------- | ------ | ------ |
| gen.-giu. 2016     | Virtus Bergamo     | D                  | 8          | 0          | CI-D            | -               | -               | -                  | -                  | -                  | -           | -           | -           | 8      | 0      |
| 2016-2017          | Milan              | A                  | 0          | 0          | CI              | -               | -               | -                  | -                  | -                  | SI          | -           | -           | 0      | 0      |
| 2018-2019          | Feralpisalò        | C                  | 1+4        | 0          | CI+ CI-C        | 2+0             | 0+0             | -                  | -                  | -                  | -           | -           | -           | 7      | 0      |
| 2019-gen. 2020     | Feralpisalò        | C                  | 1          | 0          | CI+CI-C         | 1+3             | 0+0             | -                  | -                  | -                  | -           | -           | -           | 5      | 0      |
| Totale Feralpisalò | Totale Feralpisalò | Totale Feralpisalò | 6          | 0          |                 | 6               | 0               |                    | -                  | -                  |             | -           | -           | 12     | 0      |
| gen.-giu. 2020     | Olbia              | C                  | 6+2        | 1+0        | CI-C            | -               | -               | -                  | -                  | -                  | -           | -           | -           | 8      | 1      |
| 2020-2021          | Olbia              | C                  | 37         | 2          | -               | -               | -               | -                  | -                  | -                  | -           | -           | -           | 37     | 2      |
| Totale Olbia       | Totale Olbia       | Totale Olbia       | 45         | 3          |                 | -               | -               |                    | -                  | -                  |             | -           | -           | 45     | 3      |
| 2021-2022          | Cagliari           | A                  | 19         | 1          | CI              | 3               | 0               | -                  | -                  | -                  | -           | -           | -           | 22     | 1      |
| 2022-2023          | Cagliari           | B                  | 26+4       | 1          | CI              | 1               | 1               | -                  | -                  | -                  | -           | -           | -           | 31     | 2      |
| Totale Cagliari    | Totale Cagliari    | Totale Cagliari    | 45+4       | 2          |                 | 4               | 1               |                    | -                  | -                  |             | -           | -           | 53     | 3      |
| 2023-2024          | Venezia            | B                  | 32+3       | 4          | CI              | 0               | 0               | -                  | -                  | -                  | -           | -           | -           | 35     | 4      |
| 2024-gen. 2025     | Venezia            | A                  | 12         | 0          | CI              | 0               | 0               | -                  | -                  | -                  | -           | -           | -           | 12     | 0      |
| Totale Venezia     | Totale Venezia     | Totale Venezia     | 44+3       | 4          |                 | 0               | 0               |                    | -                  | -                  |             | -           | -           | 47     | 4      |
| gen.-giu. 2025     | Sampdoria          | B                  | 14         | 0          | CI              | -               | -               | -                  | -                  | -                  | -           | -           | -           | 14     | 0      |
| 2025-2026          | Sampdoria          | B                  | 0          | 0          | CI              | 0               | 0               | -                  | -                  | -                  | -           | -           | -           | 0      | 0      |
| Totale Sampdoria   | Totale Sampdoria   | Totale Sampdoria   | 14         | 0          |                 | 0               | 0               |                    | -                  | -                  |             | -           | -           | 14     | 0      |
| Totale carriera    | Totale carriera    | Totale carriera    | 169        | 9          |                 | 10              | 1               |                    | -                  | -                  |             | -           | -           | 179    | 10     |